# Подберёзовское Лесничество
Подберёзовское Лесничество — посёлок в Кимрском районе Тверской области. Входит в состав Фёдоровского сельского поселения.

## География
Находится в юго-восточной части Тверской области на расстоянии приблизительно 13 км на юго-запад по прямой от районного центра города Кимры недалеко от левого берега Волги.

## История
В XIX веке место было ненаселённое. До Великой Отечественной войны здесь также не отмечалось поселений. Лесничество было отмечено уже только на карте 1978 года.

## Население
Численность населения: 19 человек (русские 100 %) в 2002 году, 15 в 2010.